# Beaulieu Vineyard
Pour les articles homonymes, voir Beaulieu.

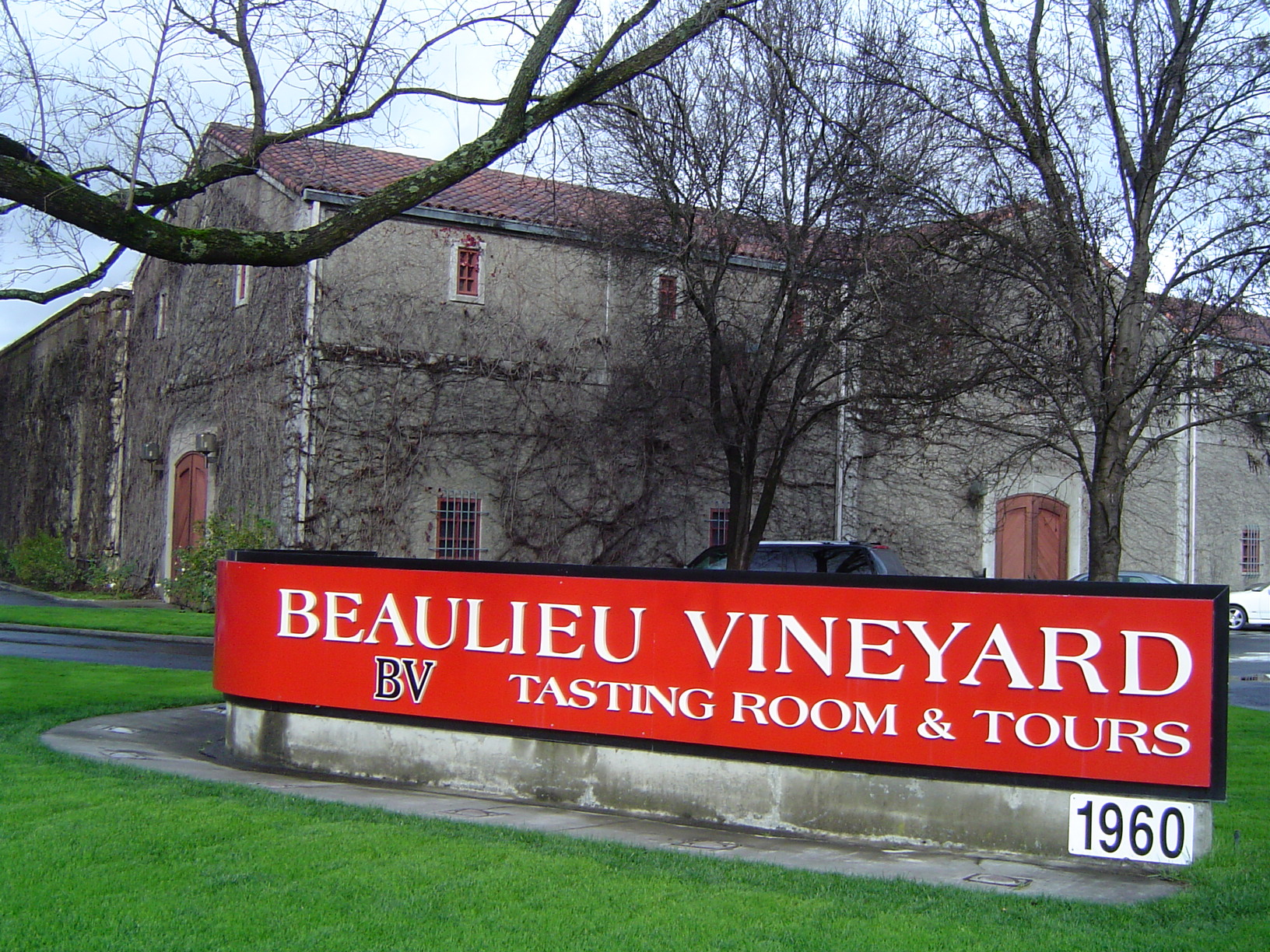
Les bâtiments de Beaulieu Vineyard

Beaulieu Vineyard, souvent abrégé BV, est un domaine viticole situé près de la localité de Rutherford dans la Napa Valley en Californie. Fondé en 1900 par Georges de Latour et sa femme Fernande, il est l'un des plus anciens établissements vinicoles de la région encore en activité.
Le domaine est réputé pour ses vins de cabernet sauvignon, en particulier sa cuvée phare Georges de Latour Private Reserve, produite depuis 1936. Beaulieu Vineyard a joué un rôle important dans le développement de la viticulture en Californie au XXe siècle, notamment grâce aux travaux de son œnologue André Tchelistcheff à partir des années 1930.
Propriété du groupe Treasury Wine Estates depuis 2015, Beaulieu Vineyard continue de produire des vins issus de ses vignobles historiques de la région viticole de Rutherford ainsi que d'autres parcelles de la Napa Valley.

## Historique

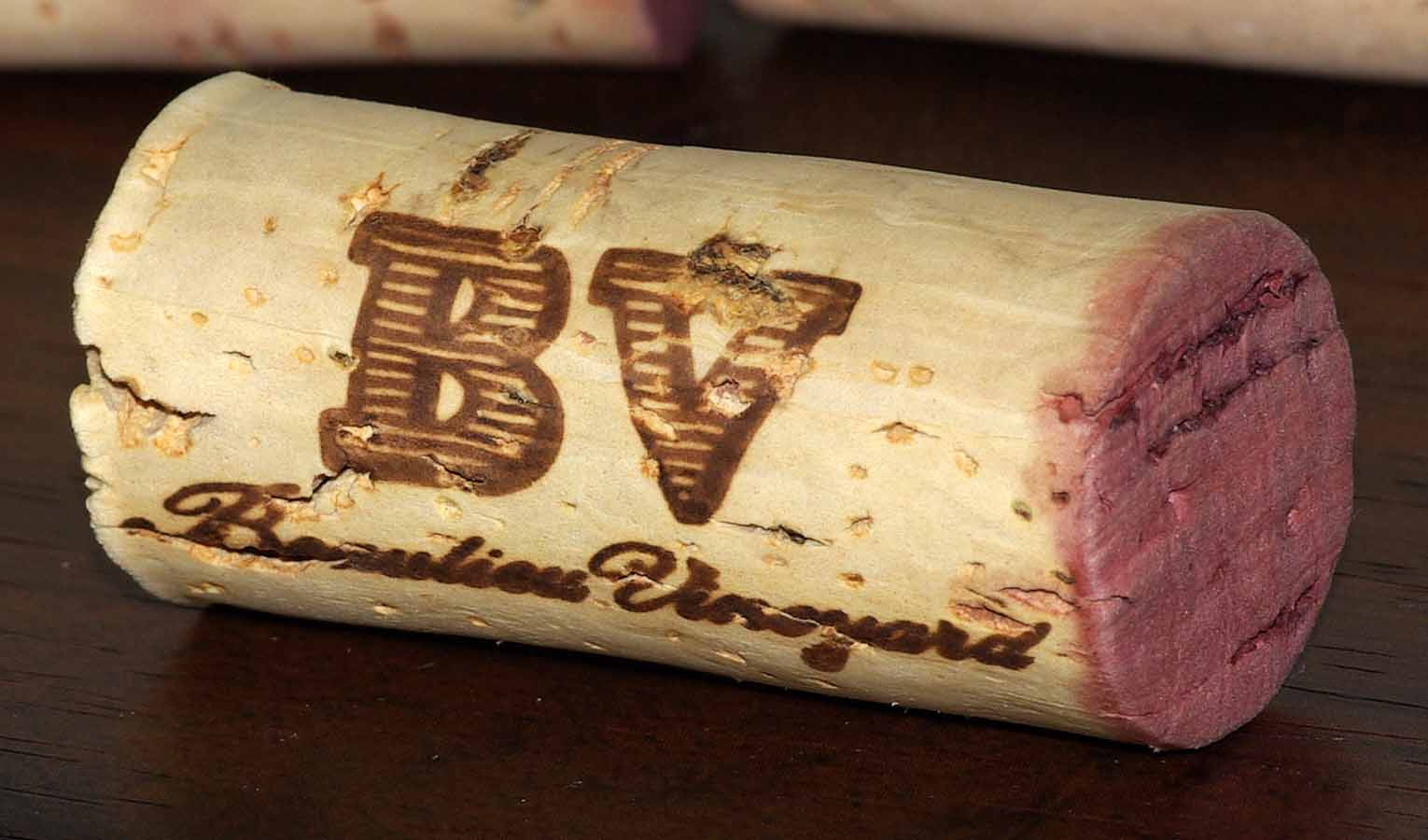
Un bouchon en liège du domaine.

À l'origine une parcelle d'à peine deux hectares située près du domaine Inglenook de Gustave Niebaum, l'exploitation s'agrandit l'année suivante avec l'acquisition du bâtiment voisin, construit à l'origine par la sénatrice de Californie Seneca Ewer en 1885. Latour s'impose rapidement comme l'un des pionniers en matière de viticulture en Californie grâce à sa connaissance du phylloxéra et l'importation de porte-greffes résistants à la maladie.
Avec l'arrivée de la Prohibition, de nombreux domaines vitivinicoles américains disparaissent ou se reconvertissent dans l'arboriculture fruitière. Latour, très présent au sein de la communauté catholique san-franciscaine, obtient l'agrément du clergé pour produire du vin de messe qu'il distribue à travers les États-Unis.
En 1938, le vinificateur franco-russe André Tchelistcheff est recruté par Georges de Latour et son beau-fils, le marquis Henri Galcerand de Pins. Après la mort de Latour en 1940, Tchelistcheff travaille directement sous la supervision de sa fille, Hélène de Pins.
En 1941, Beaulieu lance un vin de prestige ; un cabernet-sauvignon millésimé 1936, portant le label Georges de Latour Private Reserve, vendu 1,50 dollar la bouteille, qui remporte la récompense Grand Sweepstakes à l'Exposition internationale du Golden Gate en 1939. Le domaine se lance dans des expérimentations pour identifier les meilleurs clones de cabernet-sauvignon. Malgré la crise que subit le secteur vitivinicole américain dans l'après-guerre, Beaulieu Vineyard s'impose comme l'un des grands noms du vin américain, notamment grâce aux efforts et à la vision de son vinificateur, André Tchelistcheff, assisté entre 1959 et 1968 par Mike Grgich. Il forme également Joel Aiken, qui lui succède en 1982.
Le domaine est racheté par le conglomérat Heublin, Inc. en 1969, lui-même acquis par la suite par RJR Nabisco, et revendu à Grand Metropolitan en 1987. Grand Metropolitan devient Diageo en 1997 à travers une fusion avec Guinness, et Beaulieu représente la marque phare du groupe en matière de vins sur les segments super premium et ultra premium.
En 2003, Beaulieu Vineyards représentait une production annuelle de l'ordre de 400 000 caisses.
En octobre 2015, Treasury Wine Estates acquiert pour 552 millions de dollars les activités viticoles de Diageo aux États-Unis et au Royaume-Uni, intégrant notamment les marques Sterling Vineyards et Blossom Hill,.
Le domaine produit toujours entre 10 000 et 12 000 caisses du vin de cabernet-sauvignon Georges de Latour Private Reserve, la bouteille vedette de la marque, réalisée à partir des vignobles BV1 et BV2 de l'exploitation.